# Metfendrazin
Metfendrazin (HM-11, MO-482, metfendrazin) ireverzibilni i neselektivni je inhibitor monoaminske oksidaze (MAOI) iz hidrazinske hemijske klase. On je ispitivan kao potencijalni antidepresiv, ali nije dospeo na tržište.